# Дамфлос
Дамфлос (нем. Damflos) — община в Германии, в земле Рейнланд-Пфальц. 
Входит в состав района Трир-Саарбург. Подчиняется управлению Хермескайль.  Население составляет 625 человек (на 31 декабря 2010 года). Занимает площадь 5,31 км².